# Rikke Granlund
Rikke Marie Granlund (Oslo, 14 november 1989) is een Noorse handbalspeler die lid is van het Noorse nationale team en het Noorse nationale beachhandbalteam.

## Carrière

### Club
Rikke Marie Granlund speelde aanvankelijk voor Bækkelagets SK, voordat ze in 2012 bij Nordstrand IF kwam. Met Nordstrand speelde ze in totaal drie seizoenen in de Eliteserien. Nadat de club in 2016 failliet ging, kwam de doelvrouw bij Halden bij HK. Toen Halden een jaar later eveneens failliet ging, tekende ze een contract bij de Noorse eersteklasser Oppsal IF. Vanaf 2018 stond Granlund onder contract bij de Deense eersteklasser Team Esbjerg. In het seizoen 2018/19 won ze met Esbjerg het Deens kampioenschap en stond ze in de finale van de EHF European League. Een seizoen later won ze opnieuw het Deens kampioenschap. In de zomer van 2021 stapte ze over naar de Franse eersteklasser Chambray Touraine Handball.

### Nationaal Team
Granlund maakte op 25 november 2020 maakte haar debuut voor het Noorse nationale team in een wedstrijd tegen Denemarken. Omdat Silje Solberg vanwege een COVID-19 besmetting verstek moest laten gaan, werd Granlund vlak voor het EK van 2020 opgeroepen voor de Noorse ploeg. In de openingswedstrijd van het EK tegen Polen pareerde ze 8 van de 17 schoten. Na de eerste hoofdronde-wedstrijd nam Solberg haar plaats in de Noorse ploeg in. Aan het einde van het toernooi won Noorwegen de titel. Tijdens het gewonnen WK van 2021 speelde Granlund in drie wedstrijden.

### Beachhandbal
Met het Noorse nationale beachhandbalteam won Granlund de gouden medaille op het Europees kampioenschap beachhandbal 2017. In hetzelfde jaar nam ze deel aan de World Games. Ze behaalde ook de zesde plaats op het Europees kampioenschap beachhandbal vrouwen.

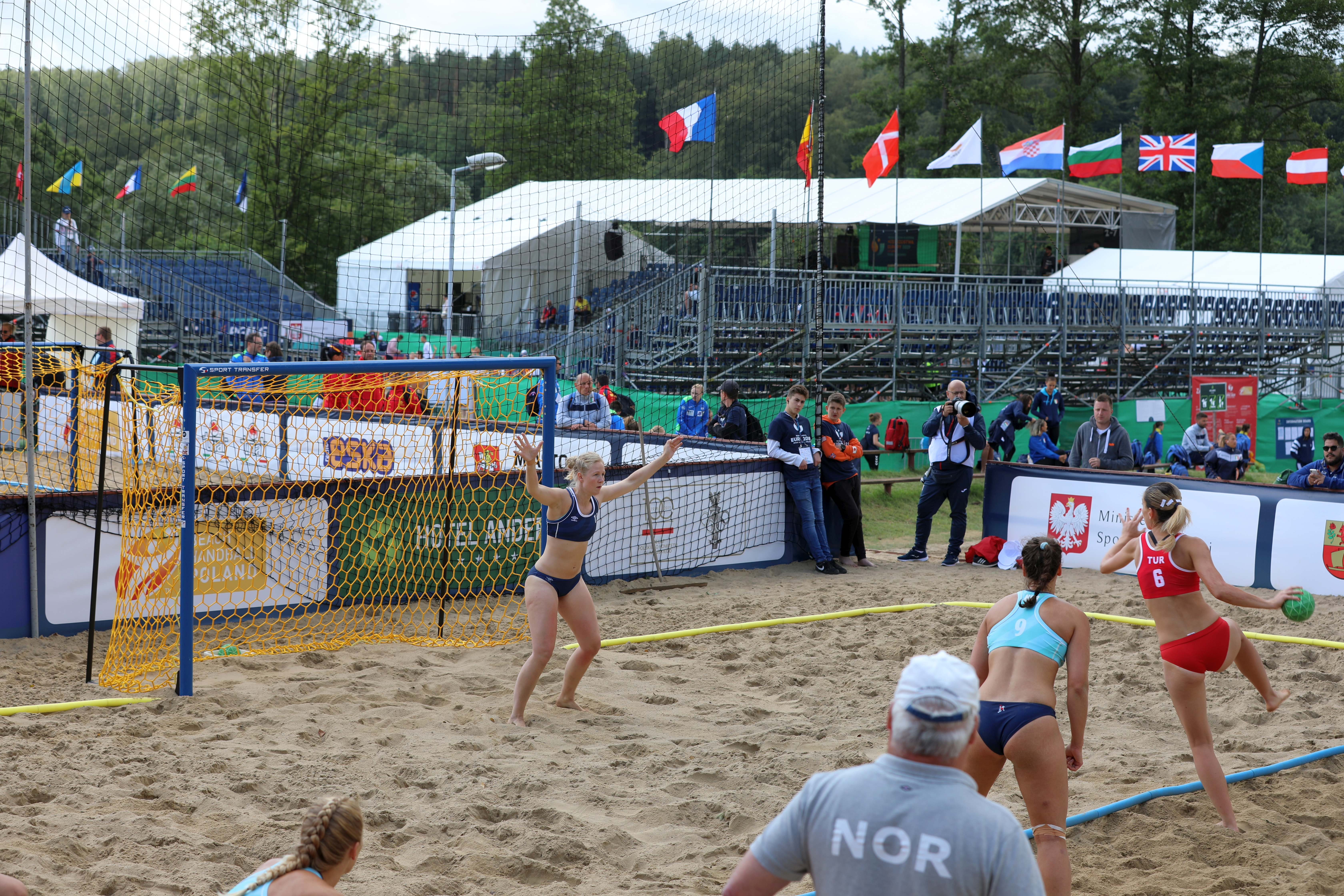
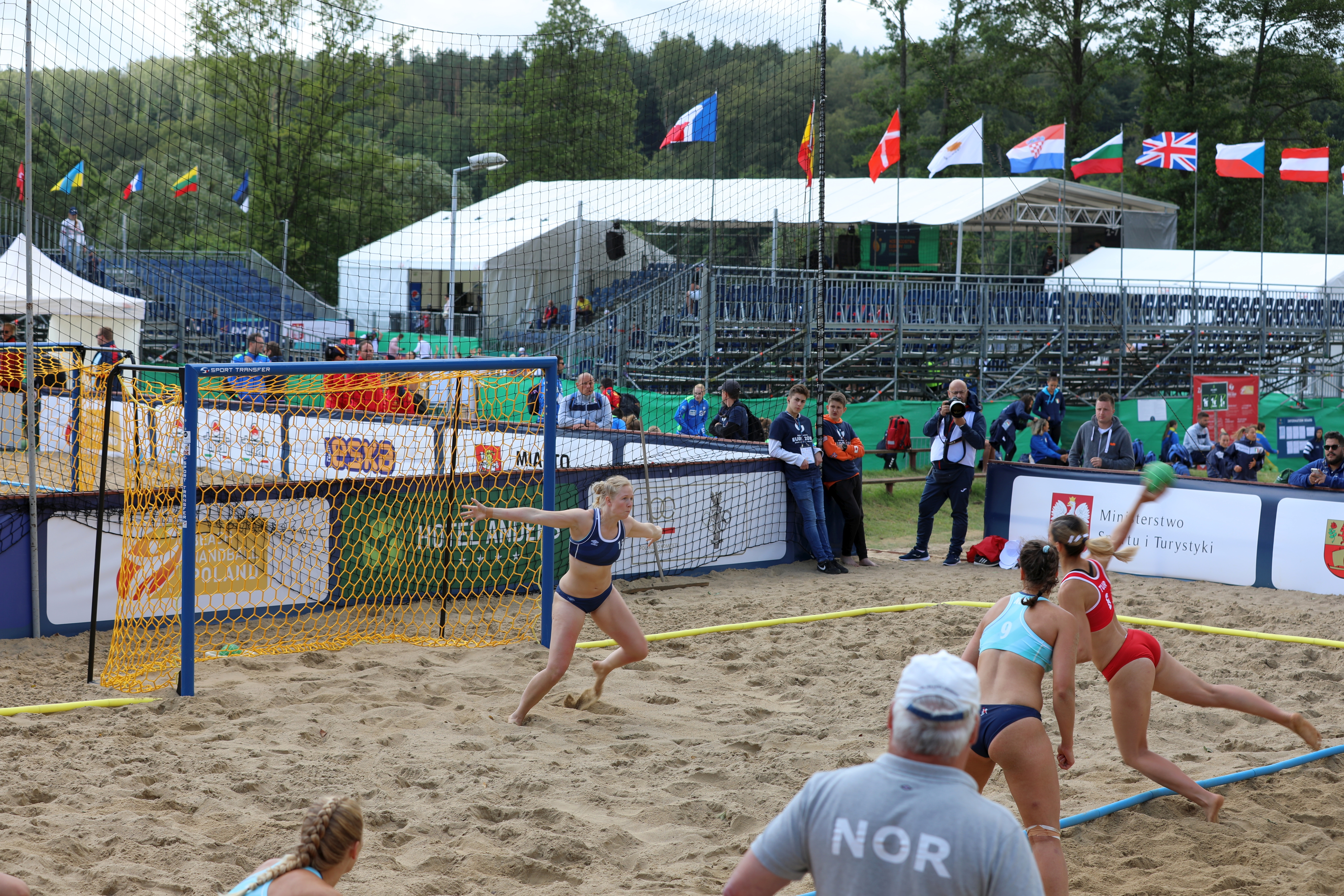
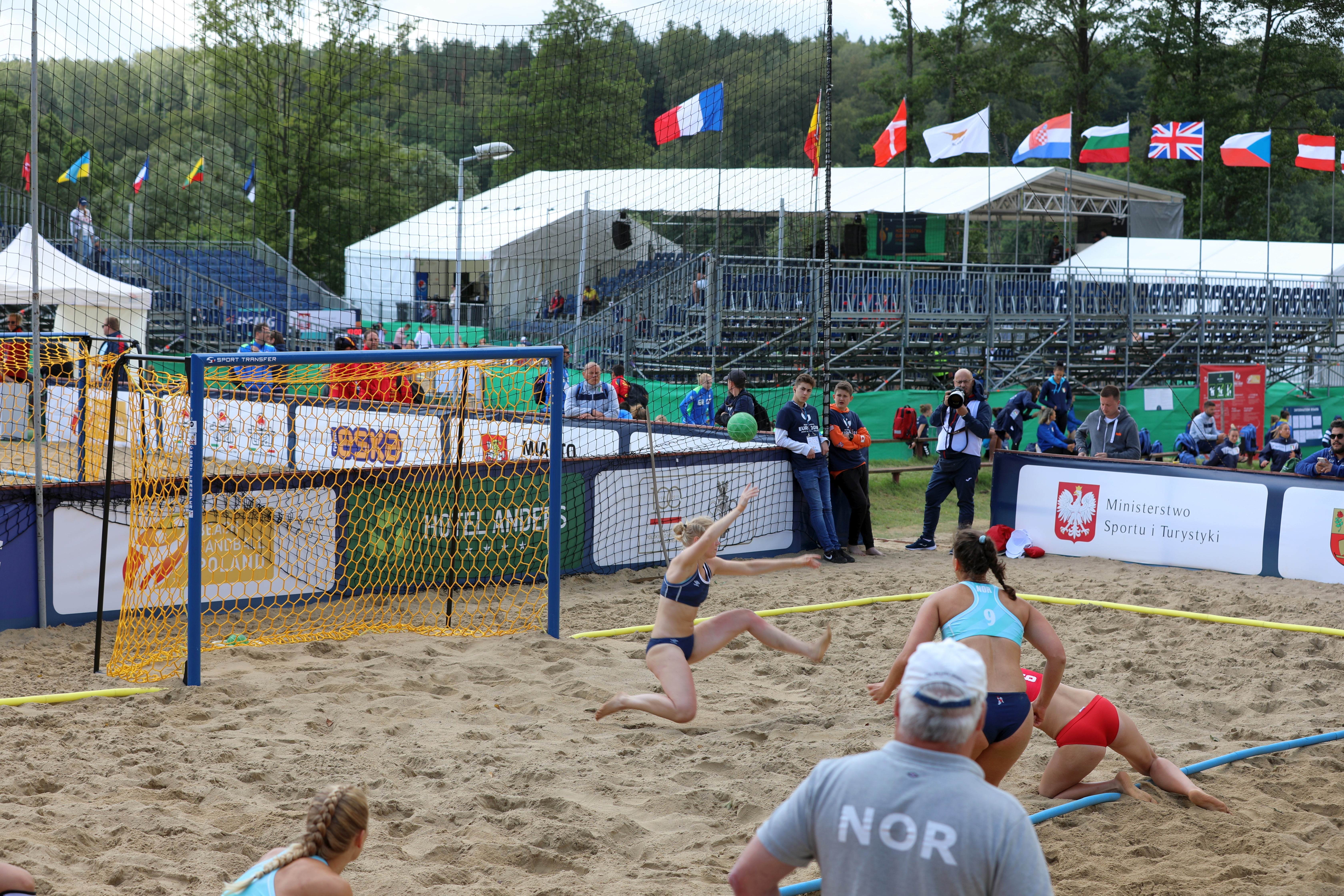
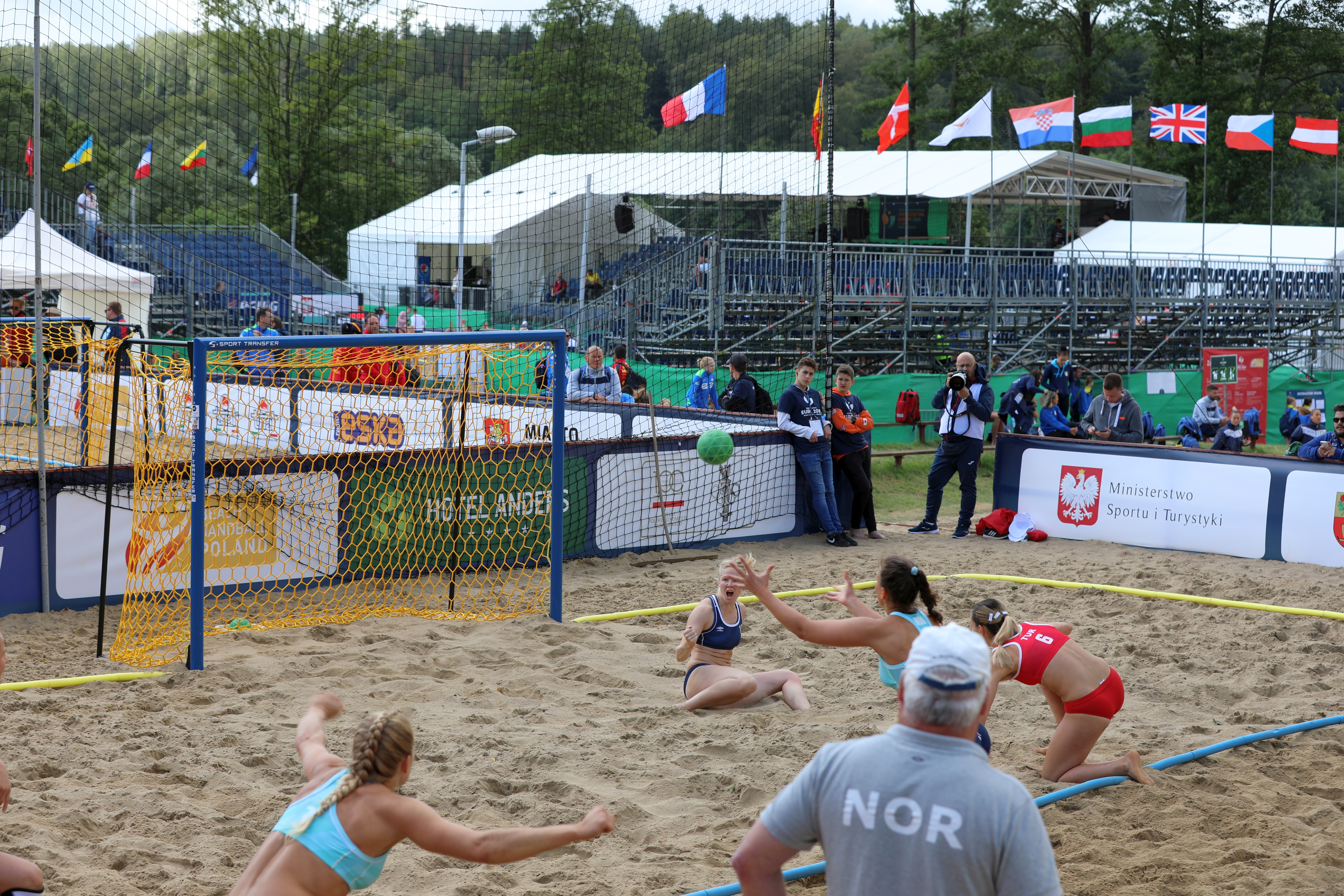